# Шуда (приток Ижа)
Шу́да (луговомар. Шӱдö) — река в Кировской области России, левый приток реки Иж.

## Общие сведения
Протекает в северо-восточном направлении по территории Яранского и Пижанского районов. Исток — юго-западнее деревни Кукодор. Впадает в реку Иж в 10 км от её устья по левому берегу. Длина — 42 км, площадь водосборного бассейна — 368 км².

## Притоки
(указано расстояние от устья)
- 16 км: река Тумшинка (лв)
- 20 км: река Ирка (лв)
- река Кужерка (лв)
- 30 км: река Бурданка (в водном реестре — река без названия, пр)
- река Нарда (лв)
- река Лагуновка (пр)

## Данные водного реестра
По данным государственного водного реестра России и геоинформационной системы водохозяйственного районирования территории РФ, подготовленной Федеральным агентством водных ресурсов:
- Бассейновый округ — Камский
- Речной бассейн — Кама
- Речной подбассейн — Вятка
- Водохозяйственный участок — Вятка от города Котельнич до водомерного поста посёлка городского типа Аркуль

## Топографические карты
- Лист карты O-39-97 Салобеляк. Масштаб: 1 : 100 000. Издание 1978 г.
- Лист карты O-39-85 Безводное. Масштаб: 1 : 100 000. Состояние местности на 1988 год. Издание 1992 г.